# سیرجان
سیرجان شهری صنعتی، تاریخی و راهبردی و مرکز شهرستان سیرجان در غرب استان کرمان است. این شهر با توجه به قرار گرفتن در تقاطع محورهای مواصلاتی (شمال به جنوب و شرق به غرب و گذرگاه رسیدن به خلیج فارس) تهران - بندرعباس و کرمان - شیراز از گذشته تاکنون، مورد توجه بوده ‌است.جمعیت شهر سیرجان بر پایه سرشماری سال ۱۳۹۵ برابر ۱۹۹٬۷۰۴ نفر بوده‌ است و به لحاظ جمعیت و وسعت دومین شهر استان کرمان بعد از شهر کرمان می‌باشد. سیرجان یکی از شهرهای صنعتی و معدنی‌ و اقتصادی ايران هست. این شهر دارای بزرگ‌ترین معدن سنگ آهن خاورمیانه یعنی گل گهر و معادن متنوع دیگری ازجمله مس (معدن مس چهارگنبد)، گارنت قرمز، خاکهای صنعتی مثل بنتونیت و هماتیت و … است. همچنین سیرجان کارخانجات شرکت ها و صنایع متعددی در شهرک‌های صنعتی و منطقه ویژه اقتصادی دارد. ارتفاع شهر سیرجان از سطح دریا ۱۷۶۶ متر است و همین عامل باعث اعتدال نسبی آب و هوای این شهر نسبت به سایر شهرهای هم اقلیم در ایران شده است. سیرجان در یک دشت مرتفع  بنام دشت ابراهیم‌ آباد قرارگرفته.سیرجان یکی از بزرگترین قطب‌های تولید پسته در ایران است. شهر سیرجان با داشتن زیرساخت‌های ورزشی فراوان، یکی از شهرهای ورزشی ایران نیز به‌ شمار می‌آید.

## تاریخچه

### نامگذاری
دربارهٔ ریشهٔ نامگذاری سیرجان نظرهای گوناگونی گفته شده‌ است، ولی پژوهشگران بیشتر بر این باورند که در زمان ساسانیان به‌دلیل وجود قنات‌های بسیار زیاد در این منطقه، آن را سیرگان یا سیرکان یعنی سیرآب از قنات یا پر از قنات نامیده‌ اند. در استیلای عرب نام سیرگان معرب شده و به سیرجان تغییر یافت.

### عهد باستان
در عهد هخامنشیان مردم کرمان‌زمین بر خلاف بعضی از نقاط کشور زندگی عشایری کوچ نشینی نداشته‌اند بلکه در شهرها و روستاها ساکن بوده و به طوری که هرودوت مورخ یونانی کرمانیان را جزء طوايف تخته قاپوی ایران محسوب می‌دارد. کتزیاس، مورخ و پزشک پروشات (همسر اردشیر دوم پادشاه هخامنشی) سیرگان (سیرجان) در عهد هخامنشیان را شهری آباد و پرجمعیت نام برده است کتزیاس هفده سال در دربار اردشیر می‌زیسته است. همچنین پارت‌ها  از ساتراپ نشین‌های هخامنشی و از اقوام ایرانی بودند پس از هجوم اسکندر پارت‌ها در حدود جنوب شرق ایران پراکنده شده بودند. اسکندر مقدونی در راه برگشت از هند از راه بمپور و هلیل‌رود به جیرفت و سپس به سیرجان رفت و از آنجا راهی پاسارگاد شد. اسکندر به میمنت برگشت خود جشن بزرگی در سیرجان برپا کرد. اسکندر در مسیر راه خیلی از سپاهیان و جنگجویان خود را از دست داده بود. غیبت طولانی اسکندر در این لشکرکشی که به هند کرده بود سبب شد بسیاری از ساتراپ‌ها به تصور آن که وی مرده دم از استقلال بزنند و چنانکه اسپاست ساتراپ‌های ایالت کرمان را به خاطر طغیان در سیرجان مجازات کرد. 
قبل از ظهور زرتشت آریایی‌ها خدایان متعددی می پرستیدند زرتشت کوشید تا مردم را از چند خداپرستی به یکتاپرستی و پرستش اهورامزدا ترغیب کند. ابن اثیر می‌نویسد گشتاسب روانه کرمان و بلوچستان شد و در دامنه کوهی که آن را طمبدر یا طمیدر می‌خواندند رفت تا در آنجا گوشه‌گیری گزیند و به کیش خود که آیین زرتشت بود بپردازد زرتشت و گشتاسب از طریق زرنگ، بم، سیرجان به پارس رفته‌اند و ایالت کرمان نخستین منطقه‌ای بود که زرتشت مردم آن را به دین خود دعوت کرد. این کوهستان که گشتاسب در آن مشغول عبادت بود را  کوه تنبور در مشرق شهر قدیم سیرجان با دلایل دیگر نام بردند. همچنین با بررسی‌های دیگر روستای استور چهارده کیلومتری جنوب تنبور جاییکه گشتاسب به عبادت مشغول بود. استور شاید تحریف شده بستور باشد دکتر ذبیح الله صفا کلمه بستور را در گشتاسب‌نامه دقیقی به نستور تبدیل یافته است همچنان که به شکل‌های بشتون بشيوز، پیشیوز آمده است. امروزه در مکالمات مردم جنوب خصوصا هرمزگان همچنین در ایل بختیاری در اول بعضی افعال بجای حرف ب حرف الف میگذارند مانند بخوریم (آخوریم) . مکانهایی در سیرجان است که به پارتها نسبت داده اند ازجمله بلورد چاه آب بیورد در شرق کوه تنبور که بر سر راه بوجان به امیر آباد قرار دارد. 

### پس از اسلام
سیرجان با نامهای قدیم شیرگان سیرکان خیلی ها تصور میکنند که شهر قدیم سیرجان قلعه سنگ بوده در صورتی این چنین نیست این دو لازم و ملزوم یکدیگر بوده اند و قلعه سنگ دژی بوده مخصوص شهر قدیم بقایای شهر قدیم پانصد متر در طرف شرق قلعه سنگ قرار دارد که سال هزاروسیصد و پانزده شمسی در راه سیرجان به کهن شهر از میان کوچه‌های آن میگذشتند برجها و حصار مغرب آن تا سال بیست و هشت شمسی باقی بودند که دروازه میان دو آب یا باب المندب در باغ قطبيه وجود داشت. هم اکنون در اراضی و دشتهای زراعتی سیرجان به مکان‌هایی بر میخوریم که در یک محوطه بسيار وسيع مقدار زیادی اشکنگ یعنی سفال و آجر شکسته ریخته شده است و یا در هر قسمت از زمینهای این منطقه که حفاری میکنند به رشته قنات‌های بایری بر میخورند که آثار آنها از روی زمین محو شده است. اینها نشان دهنده این است که در قرون گذشته این منطقه از آبادانی بسیار برخوردار بوده است. این قناتها به یکباره و در مدت دو یا سه سده حفر نشده اند و تا پایان حکومت آل مظفر همه شاهان و امرا و سرمایه داران نسبت به حفر قنات در این سرزمین اقدام کردند. تاریخ سیرجان به قبل از دوره هخامنشیان بر میگردد آریاییها زمانی که از شمال به جنوب ایران آمدند ابتدا در ایالت کرمان ساکن شدند و چون سیرجان به فارس متصل بود به قسمت شمال فارس رفتند. کتزیاس طبیب و مورخ معروف دوره هخامنشی سیرکان را دارای ده محله ذکر کرده که در هر یک از محله‌های آن عده‌ای خاص زندگی می کردند. مورخین و جغرافی نویسان قرنهای اولیه همگی سیرجان را مرکز ایالت کرمان دانسته اند شهری بوده آباد پر جمعیت و دارای مردمی ثروتمند و دانشمند باز مقدسی سده چهارم هجری درباره شهر و خصوصیات اخلاقی مردم سیرجان نیز مطالبی دارد و سیرجان را با الف و لام تعریف و میگوید السیرجان دارای دانش بیشتر و فرهنگ بالاتر و آیینی بهتر و آبادتر است مردم مرفه اند بازارهای زیبا و خانه‌های زیبا باغها با آب روان دیوارها ،بلند هوایش معتدل آبش سالم میوه ها متضاد هنرها و جامعی زیبا با گلدسته دارد شهر بزرگ بارو دارد ،دلگشا پهناورتر از شیراز است. هشت کوچه (دروازه) دارد درب حکیم، درب خارکان، درب بم، درب معلی، درب میدان، درب فضیل، درب روحان، درب شیبان ؛دوبازار دارد، عضدالدوله گلدسته‌ای شگفت آور در میان آن برپا داشته است.بر بالای ان دستگاهی پیچیده چوبین نهاده ، که بخشی از ان می چرخد. اب شهر از دو کاریز است که عمر و طاهر پسران لیث صفار کندند و در شهر می گردد.ابن فقیه همدانی که کتاب البلدان را در تاریخ دویست و نود ه.ق تألیف کرده است می نویسد از شیراز تا سیرگان (شهرمرکزی کرمان) شصت و چهار فرسنگ است. در توصیف سیرجان مینویسد و همه آبادان و چندان آبادانی داشت که آب کاریز از مسافت پنج شب راه به آنجا می آمد و بدین گونه درختها و جوی ها و چشمه ساران فراوان داشت از استخر (فارس) تا سیرجان پنجاه و نه فرسخ است. ابن حوقل که کتابش در سال سیصد و شصت و هفت ه ق تألیف کرده می نویسد بزرگترین و معروفترین شهرهای کرمان سیرجان است که قصبه کرسی آنجاست مردمان سیرجان غالبا اهل حدیث هستند. زکریای قزوینی مینویسد سیرجان شهری پاک دانش بسیار رسم نیکو باغهای بسیار پهناورترین از شیراز بین آن دو سه مرحله است به آنها قصران میگویند... در آنجا قند و نیشکر بسیار است. 
شاعر عرب در وصف سیرجان می نویسد:
ولا تقربن قرى السيرجان، فان عليها ابا برذعه
شدید و شكيمته مثله يلف الثلاث مع الاربعه.
شاعر این شهر را به برذعه که در آران بود تشبیه کرده است و آن را از نظر بزرگی و آبادانی و بازارها و تجارت مانند شهر برذعه دانسته است. برذعه در میان عراق و طبرستان شهری بزرگتر از آن جز ری و اصفهان نیست. همچنین استخری درباره سیرجان نوشته است که سیرگان آبهای کهریز دارد و روستا آب از چاه بردارند و از همه شهرهای کرمان بزرگتر است و مردمی صاحب حدیث دارد. در حدود العالم که به سال سیصد و هفتادو ه. ق تألیف یافته نوشته شده است سیرگان قصبه کرمانست و مستقر پادشاست و شهری بزرگ و جای بازرگانان است و آبشان از کاریز است از عهد هخامنشیان تا پایان شاهنشاهی ساسانی و حتی بعد از آن ایالت کرمان نیمه مستقل و تا حدی ضمیمه فارس بوده است. ساسانیان با اینکه پاییتختشان تیسفون بود، مع ذلك به فارس دلبستگی داشتند و روحانیون (استخر) والا مقام ترين روحانیون زرتشتی محسوب میشدند به همین خاطر نسبت به آبادانی فارس و سیرجان کوشش بیشتری به خرج میداده اند. به‌طور کلی سیرجان در این سه دوره پادشاهی آباد و در هر گوشه و کنار آن معابدی ساخته و روستاهایی بنا کرده بودند. سیرجان در سال بیست و سه قمری به دست سهیل بن عدی و عبدالله بن عبدالله بن عتبان فتح شد.سیرجان در زمان خلافت عثمان از نو به تصرف اعراب درامد.البته یزدگرد اخرین پادشاه ساسانی هنوز در این خطه بود و به فارس رفت.عبدالله عامر استخر را گرفت و به تعقیب یزدگرد به شهر گور (فیروزآباد) و دارابگرد رفت. یزدگرد از شهر گور به سیرجان آمد و در قصر جای گرفت. 

## جغرافیا

### آب و هوا و اقلیم
اقلیم سیرجان اقلیم نیمه‌خشک سرد (BSk)است. رطوبت متوسط آن ۴۴٪ درصد است. این شهر دوره گرمایی کوتاه از اول تیرماه تا اول شهریور ماه دارد. تابستانی نسبتا گرم با شب‌های تابستانی خنک و چند سالی یکبار به همراه بارش‌های موسمی، پاییزی سرد به همراه یخبندان در آذرماه و بارش‌های پاییزی، زمستانی بسیار سرد با بارندگی فراوان به همراه برف و یخبندان، به‌طوریکه گاهی دما به منفی ۱۵ سانتیگراد می‌رسد دارد. در بهار به‌همراه بارش‌های بهاری فراوان تا اواسط فروردین‌ماه یخبندان همچنان وجود دارد که گاهی باعث خسارت و سرمازدگی درختان می‌شود. نیمه دوم فروردین و نیمه اول اردیبهشت هوای سرد همچنان وجود دارد، نیمه دوم فصل بهار هوایی معتدل و بسیار دل انگیز دارد. بیشترین بارندگی در این شهر متعلق به فصل زمستان است. کمترین دمای ثبت شده در سیرجان °۲۷- در بهمن ماه ۱۳۵۰ و بیشترین دمای ثبت شده °۴۱ در مردادماه ۱۴۰۲ است. میانگین بلند مدت (از ۱۳۴۲ تا ۱۳۹۸) روز‌های برفی ۱۰٫۸ و میانگین بارش برف ۴۲ سانتی‌متر در سال است. همینطور میانگین دمای سیرجان °۱۴٫۰۶ سانتی‌گراد می‌باشد.
متاسفانه تحت تاثیر گرمایش جهانی و تغییر اقلیم از ۳ دهه گذشته (از دهه ۱۳۷۰) میانگین دمای سیرجان افزایش قابل توجهی داشته و از میزان بارندگی بسیار کاسته شده است که برخی سال‌ها تا ۷۰ کاهش بارندگی داشته است که لطمه بزرگی به کشاورزی و طبیعت منطقه زده است. متاسفانه با بی‌توجهی مسئولان پوشش گیاهی و جنگل‌های اطراف سیرجان به‌دلیل کاهش بارندگی و افزایش دما درحال از بین رفتن هستند و دشت سیرجان در معرض خطر جدی بیابان زایی قرار دارد.

### توپوگرافی
سیرجان بر روی مرتفع‌ترین دشت‌ داخلی ایران به نام دشت ابراهیم‌آباد قرار گرفته و حداقل ۱٬۷۱۰ متر از سطح دریا ارتفاع دارد.دشت سیرجان دشت بسیار حاصلخیزی است و خاک بسیار مناسبی برای کشاورزی دارد؛همینطور این دشت منطقه بسیار پر آبی می‌باشد و تعداد ''قنات‌های'' سیرجان بسیارند.در سال ۱۳۴۲ سیرجان دارای ۴۰۰۰ قنات بوده است که ۵۰۰ عدد از آنها نیمه آباد و ۳۵۰۰ عدد آباد بودند. دریاچه نمک سیرجان در فاصلهٔ ۳۰ کیلومتری غرب شهر سیرجان واقع در استان کرمان می‌باشد. طول این دریاچه در حدود ۵۰ کیلومتر و عرض آن در قسمت میانی برابر با ۲۰ کیلومتر می‌باشد که هر چه در جهت شمال یا جنوب آن حرکت کنید از عرض آن کاسته می‌شود.۸] این دریاچه تاثیر بسزایی در تعدیل دمای سیرجان دارد. سیرجان یک منطقه کوهستانی در شمال ،یک منطقه کوهستانی در شرق و شمال شرق و یک منطقه کوهستانی در غرب و جنوب غربی منطقه دارد. موقعیت ژئولوژیک زمین‌شناسی سیرجان در کشور بی‌نظیر است.
در شهرستان سیرجان کوه‌های زیادی پیرامون این دشت واقع شده‌اند که عبارتند از:
کوه دالخونی، کوه لاشکار یا دکل، کوه قوچی، کوه سیاهکوه، کوه خواجویی، کوه چشمه قافل، کوه پوته ای، کوه مقولی، کوه سیاهکوه خیرآباد، کوه باغچوبی، کوه منسار، کوه کلاهی، کوه زرد، کوه خرسی، کوه خاکستری، کوه دره گرا، کوه مگسی، کوه ریزآب، کوه یال خری، کوه کمربست، کوه پوته‌ای، کوه شاه خیرالله، کوه هیزم بریز، کوه قله ماری، کوه تنبور، کوه یال سبز، کوه چاه طلا، کوه لانه زنبوری، کوه کویز، کوه چاه پت، کوه چک آب، کوه باغ حسن، کوه تونل، کوه پنج، کوه میان کوه زیارت، کوه کهکمی، کوه نوکن، کوه خدا نزدیک، کوه چاهزار، کوه قدارکوه، کوه چاه میل، کوه بیدسگلی.

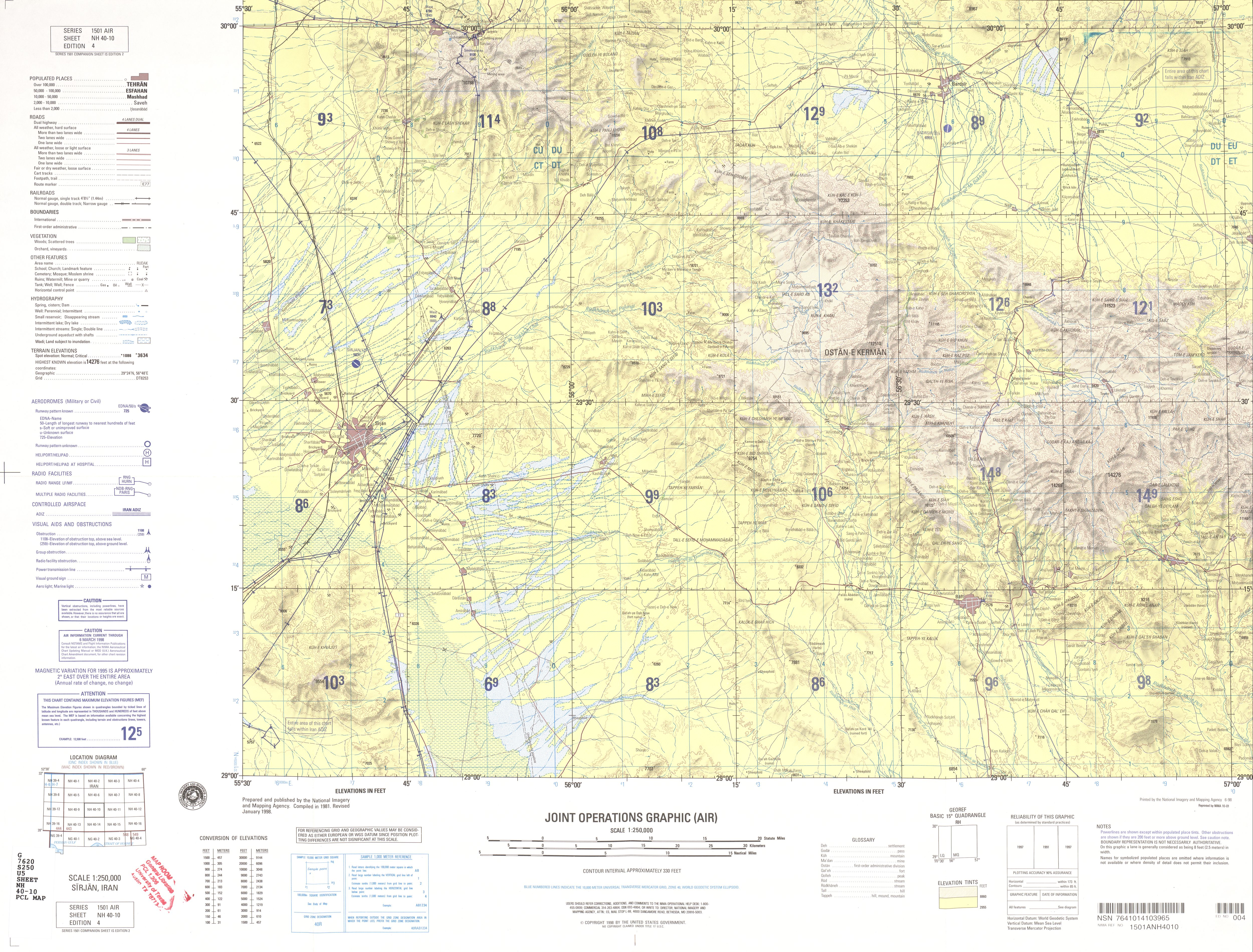
نقشه توپوگرافی سیرجان

## کشاورزی
سیرجان به‌دلیل قرارگیری روی دشتی حاصلخیز و مناسب برای کشاورزی و همینطور وجود مناطق کوهستانی در اطراف سیرجان و اب و قنات فراوان در منطقه کشاورزی متنوع و فراوانی دارد . از گذشته دور مهم ترین منبع درامد در سیرجان کشاورزی بوده است.به طور میانگین زمین‌های کشاورزی سیرجان اعم از زراعی ،باغی ، دیم و آبی ۹۰,۰۰۰هکتار می باشند.محصولات کشاورزی سیرجان عبارتند از:پسته،بادام،گردو،انار،سیب،به،هلو،زردالو،الوچه،گیلاس،البالو،الو،سنجد،انجیر و به صورت پراکنده بیدمشک،نسترن و گل محمدی. درگذشته معمولا زمین‌هایی که اکنون زیر کشت پسته هستند زراعی بودند و محصولاتی نظیر:گندم،جو،نخود،کنجد،پنبه و یونجه در انها کشت میشد.
سطح زیر کشت چند محصول در سیرجان:
پسته:۵۱۶۷۸ هکتار
بادام:۳۱۴۴ هکتار
گردو:۲۰۷۱ هکتار

## فرهنگ

### مردم شناسی
بر پایه سرشماری عمومی نفوس و مسکن در سال ۱۳۹۵ جمعیت شهر سیرجان ۱۹۹٬۷۰۴ نفر (۵۸٬۷۵۶ خانوار) بوده‌است.
مردم سیرجان از اقوام مختلفی هستند، اکثریت جمعیت این شهر فارس‌ها هستند و بعد از آنها اقلیت لرها و ترکها زندگی می کنند. فارس ها به زبان فارسی با لهجه سیرجانی تکلم میکنند. ترک ها فرزندان سه ایل افشار، بچاقچی و قرائی در این شهر زندگی می‌کنند و زبان بیشتر آنها ترکی افشاری است.
از طایفه‌های عرب ، خانواده‌های اصیلی در سیرجان زندگی می کنند من جمله رضوی ها (طایفه حاج رشید)،موید محسنی ها،احسایی،سادات سیرجانی، بنی اسد ها که جمعیت قابل توجهی دارند خود شامل خانواده‌هایی ازجمله نجمی،اسدی،بنی اسدی،عزت آبادی، آزادی و...
‌(پیغمبر دزدان منسوب به این طایفه است)
اعراب دیگری با جمعیت قابل توجهی نیز در منطقه سیرجانی می‌زیستند ازجمله عرب حاج حسینی،لبومحمدی،شاه سون،عرب بدویی،عرب خراسانی،عرب پاریزی،عرب قهستانی و ...

### کتابخانه‌ها
شهر سیرجان دارای ۱۲ کتابخانه عمومی رسمی زیرنظر وزارت فرهنگ و ارشاد اسلامی است.

### سینما
- سینما قدس[۱۱]

### مطبوعات
اولین نشریه محلی دارای مجوز رسمی در سیرجان با نام «نگارستان» در ۱۲ بهمن ماه ۱۳۷۶ با مدیر مسئولی دکتر اسدالله بلوردی بر پیشخوان دکه‌های مطبوعاتی نشست. اگر چه در قبل از انقلاب نشریاتی همچون «آدور» و نشریه فرهنگ اداره آموزش و پرورش به همت علاقمندان به جراید چند صباحی منتشر شدند اما دارای مجوز رسمی نبودند. بعد از نگارستان نشریات متعددی همچون «پرسیاوشان کویر» «سخن تازه» «پاسارگاد» و… نیز به جرگه مطبوعات محلی پیوستند و شهر سیرجان بواسطه تعدد نشریات و تیراژ آنها به شهر رسانه نیز مشهور گشت. امروز با سرعت انتشار اخبار در دنیای مجازی نشریات مکتوب کمرنگ شده و مثل سابق منتشر نمی‌شوند. این نشریات از طریق فضای مجازی با داشتن پیج خبری و کانال‌های اطلاع‌رسانی فعال می‌باشند.

## گردشگری

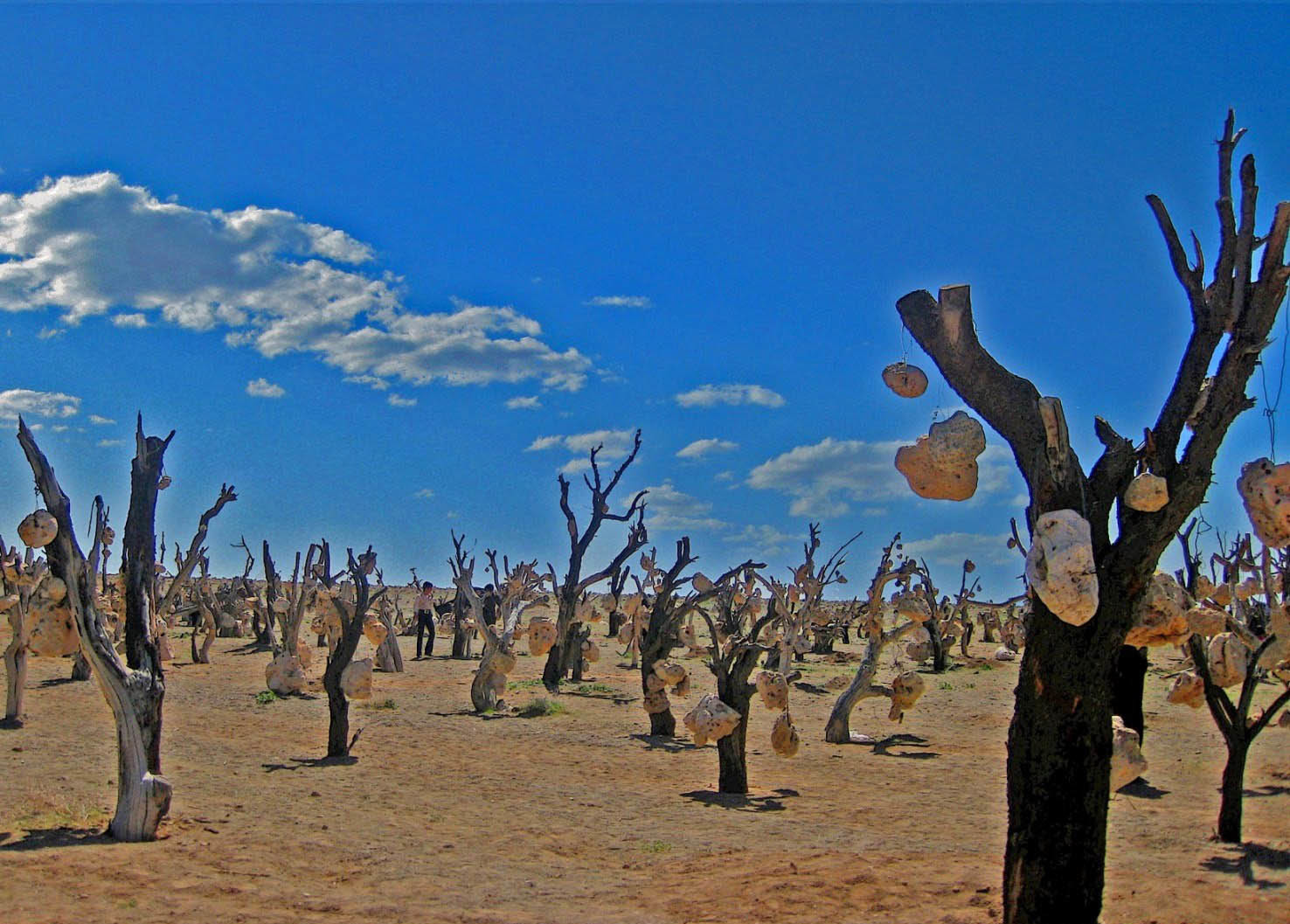
باغ سنگی

این شهر به‌دلیل قدمتی که دارد، مجموعه و موزه‌ای است از ادوار مختلف تاریخ ایران که هنوز در بناهای این شهر انعکاس دارد. معماری سیرجان صاحب یکی از بی‌نظیرترین نوع بادگیرهای ایرانی به نام بادگیر چپقی است. دهکده بزرگ گردشگری گهرپارک در ۲۰ کیلومتری سیرجان در محور نی ریز واقع شده است. بعد از تکمیل فازهای آن به بزرگترین مجموعه تفریحی و گردشگری خاورمیانه تبدیل خواهد شد. این مجموعه گردشگری بینظیر در دل کوه دارای آبشار، رودخانه، دریاچه، مزرعه حیوانات، زیپ لاین، ترن هوایی، پارک ژوراسیک، رستورانهای متعدد می‌باشد.

### دیدنی‌های تاریخی و فرهنگی

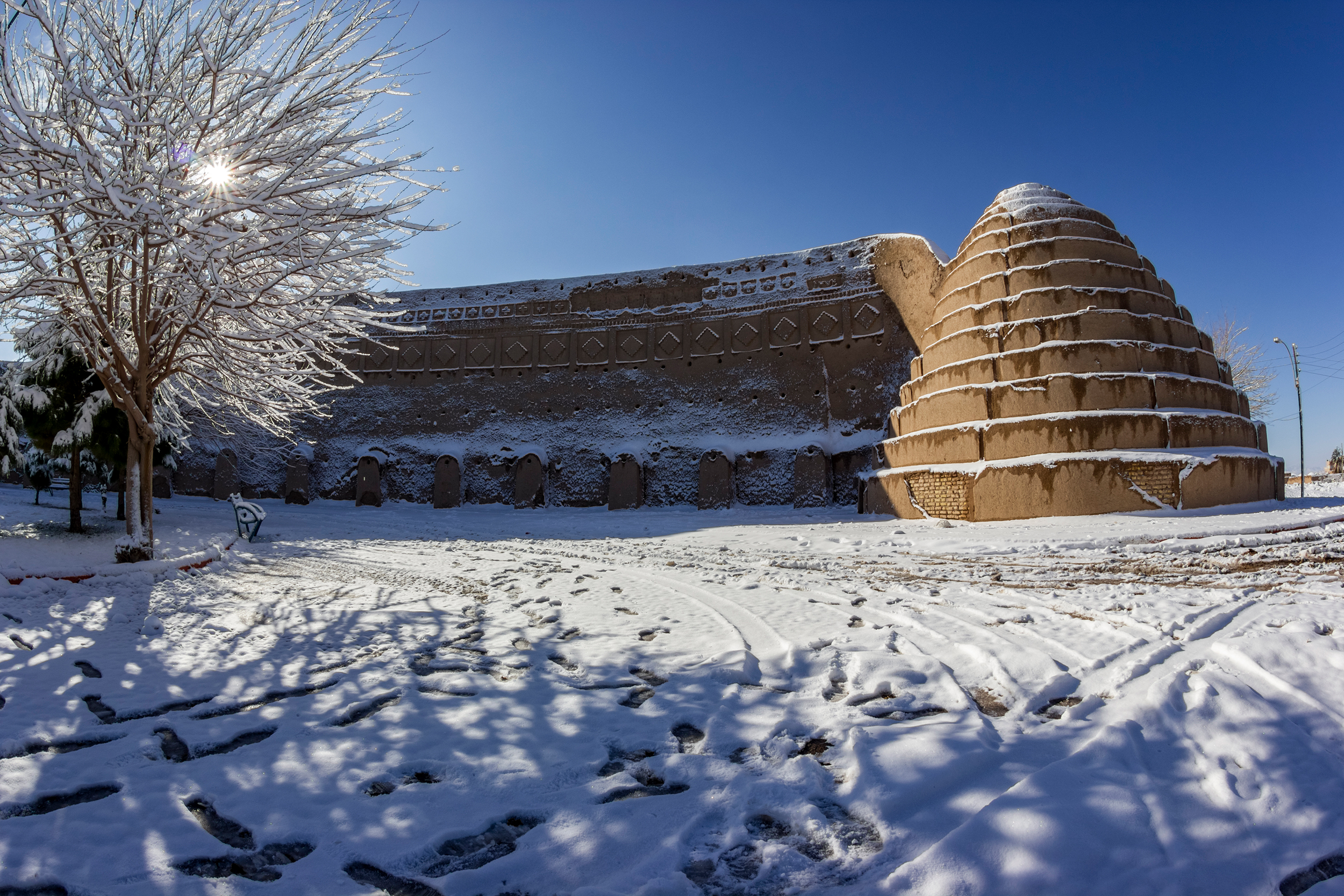
یخدان تاریخی سیرجان در یک روز برفی زمستانی

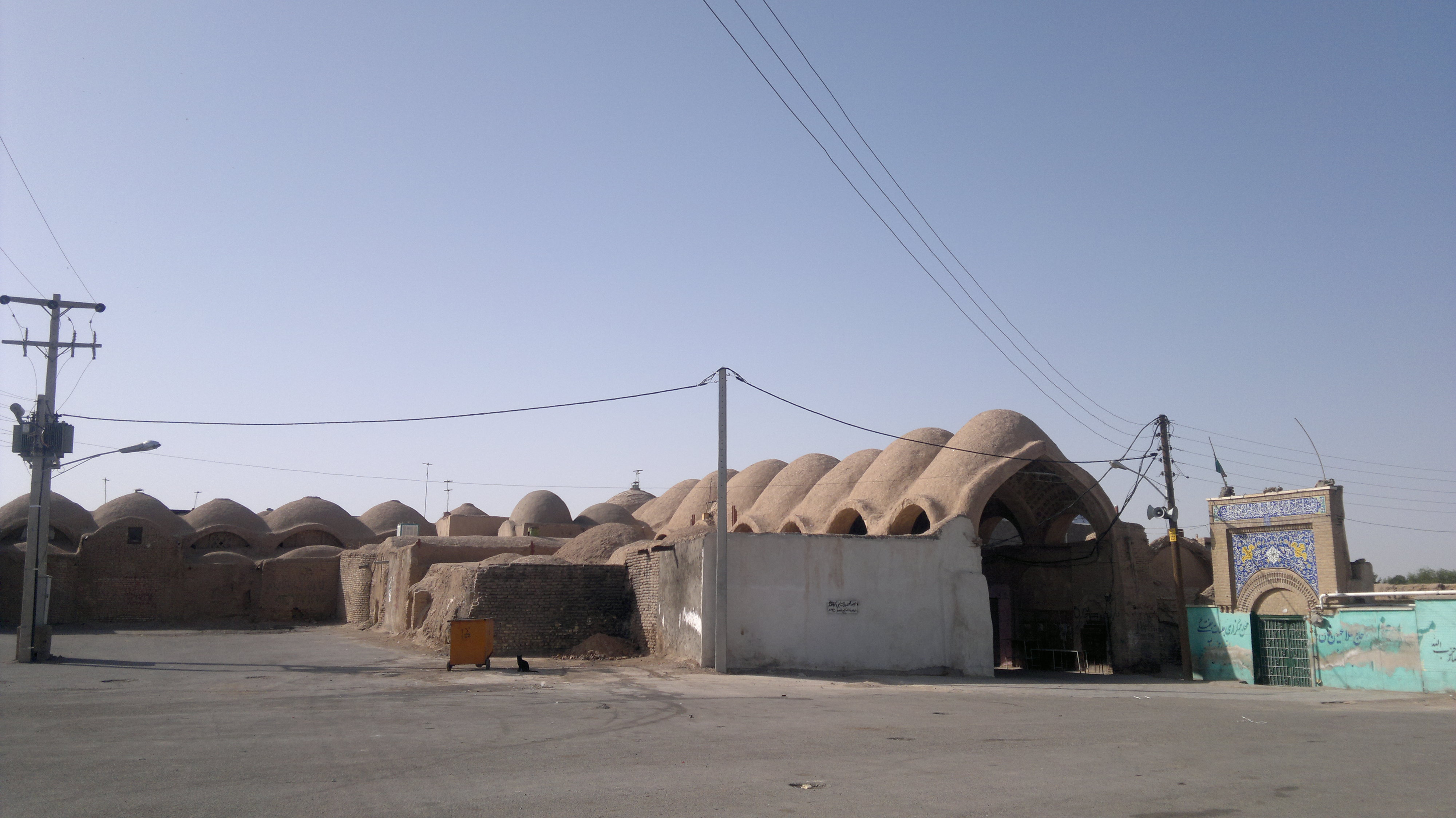
انتهای بازار تاریخی سیرجان

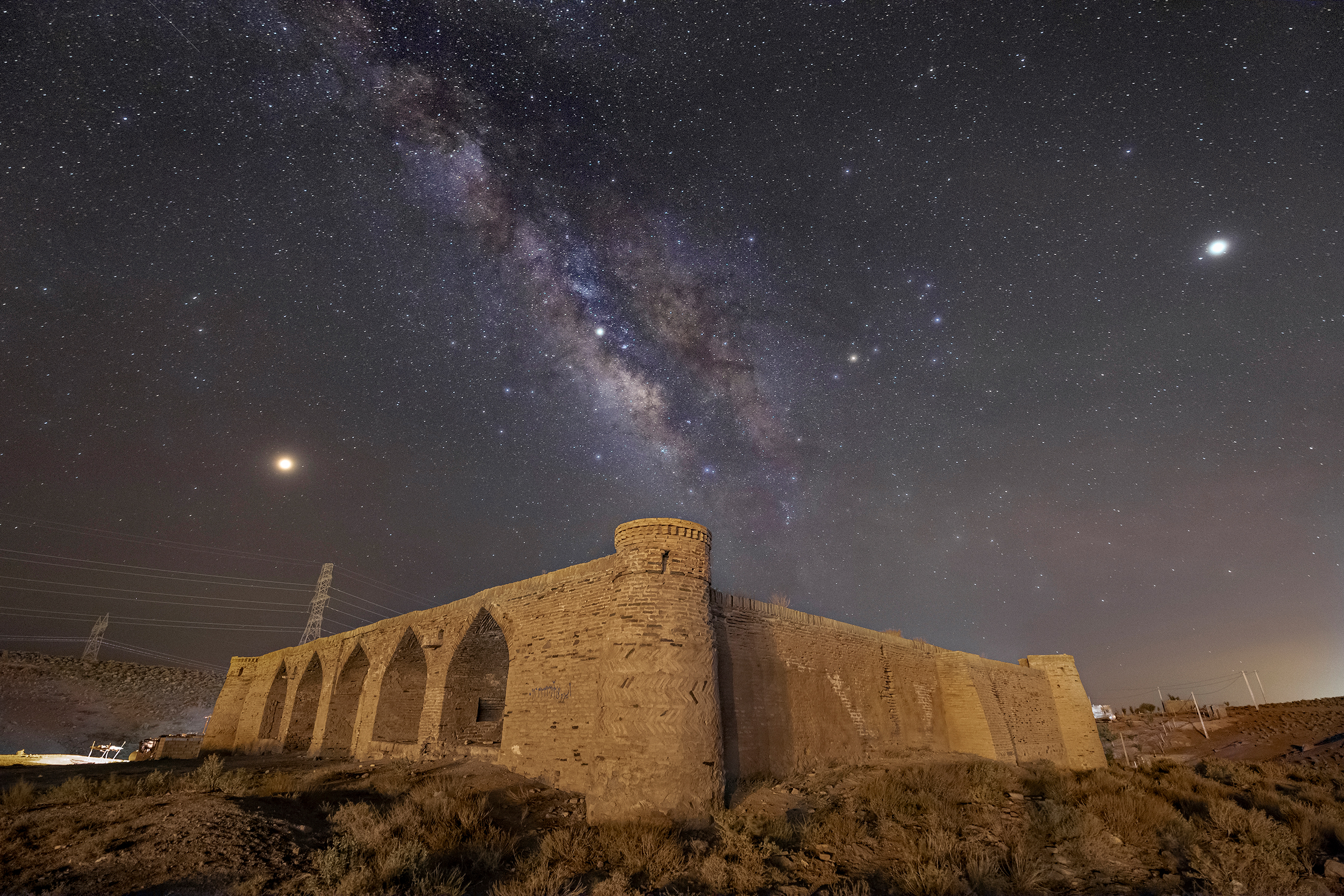
کاروانسرای گدار خانه سرخ سیرجان

- امام زاده احمد (ع)
- امامزاده علی (ع)[۱۲]
- بادگیر چپقی[۱۳]
- بازار سیرجان[۱۴] این بازار از بناهای دوره قاجاریه است.[۱۵]
- یخدان‌های دوقلوی سیرجان[۱۶][۱۷]
- خانهٔ حاج رشید
- خانه علی‌اکبر شوکت سعیدی
- باغ سنگی
- آرامگاه میر زبیر
- قلعه سنگ سیرجان
- بنای شاه فیروز[۱۸][۱۹]

- کاروانسراها
- عمارت سعیدنیا
- عمارت صدرزاده
- کاروانسرای هماشهر
- روستای تاریخی کران
- قنوات هماشهر

- برج‌های قدیمی (محمودابادسید)

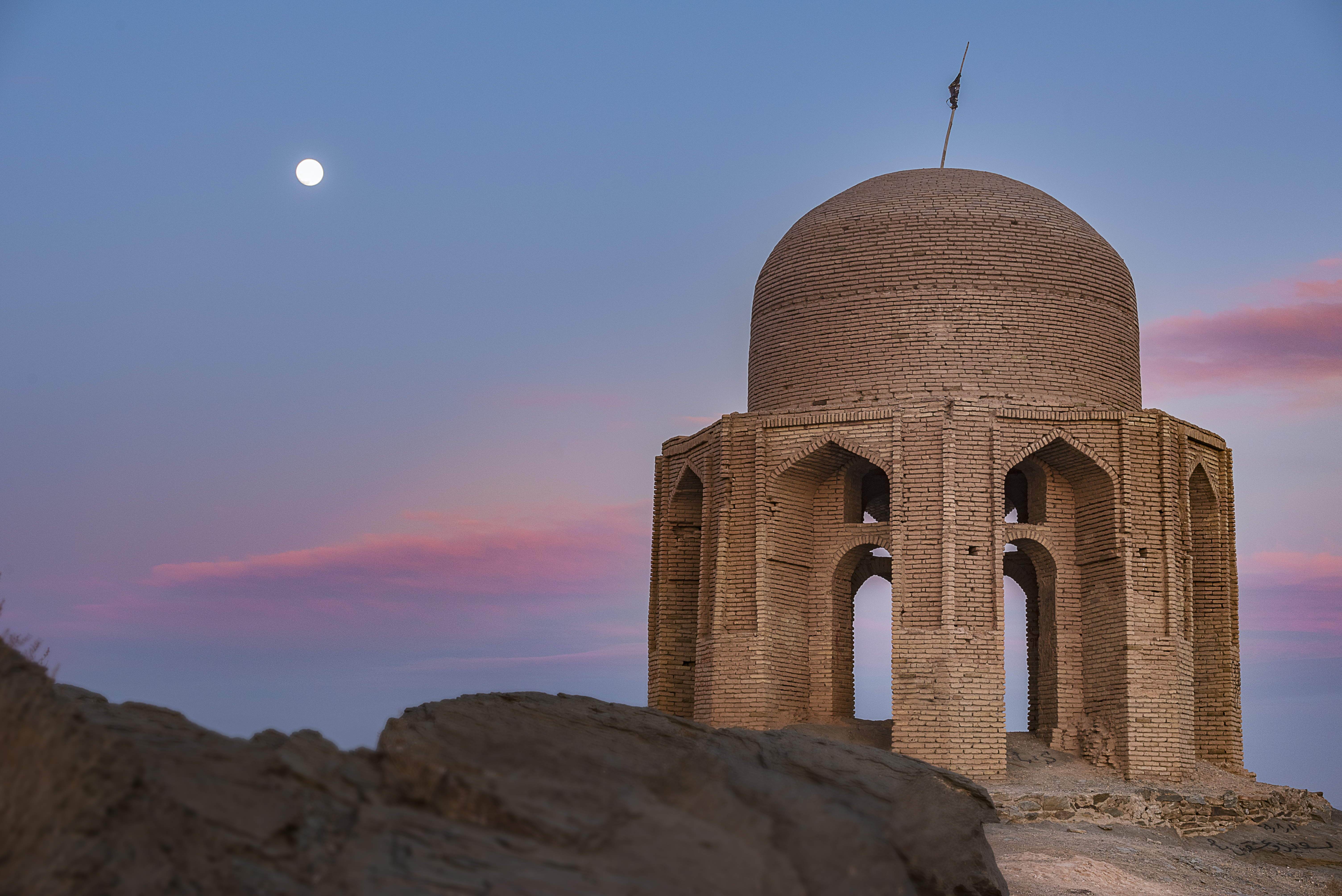
شاه فیروز سیرجان

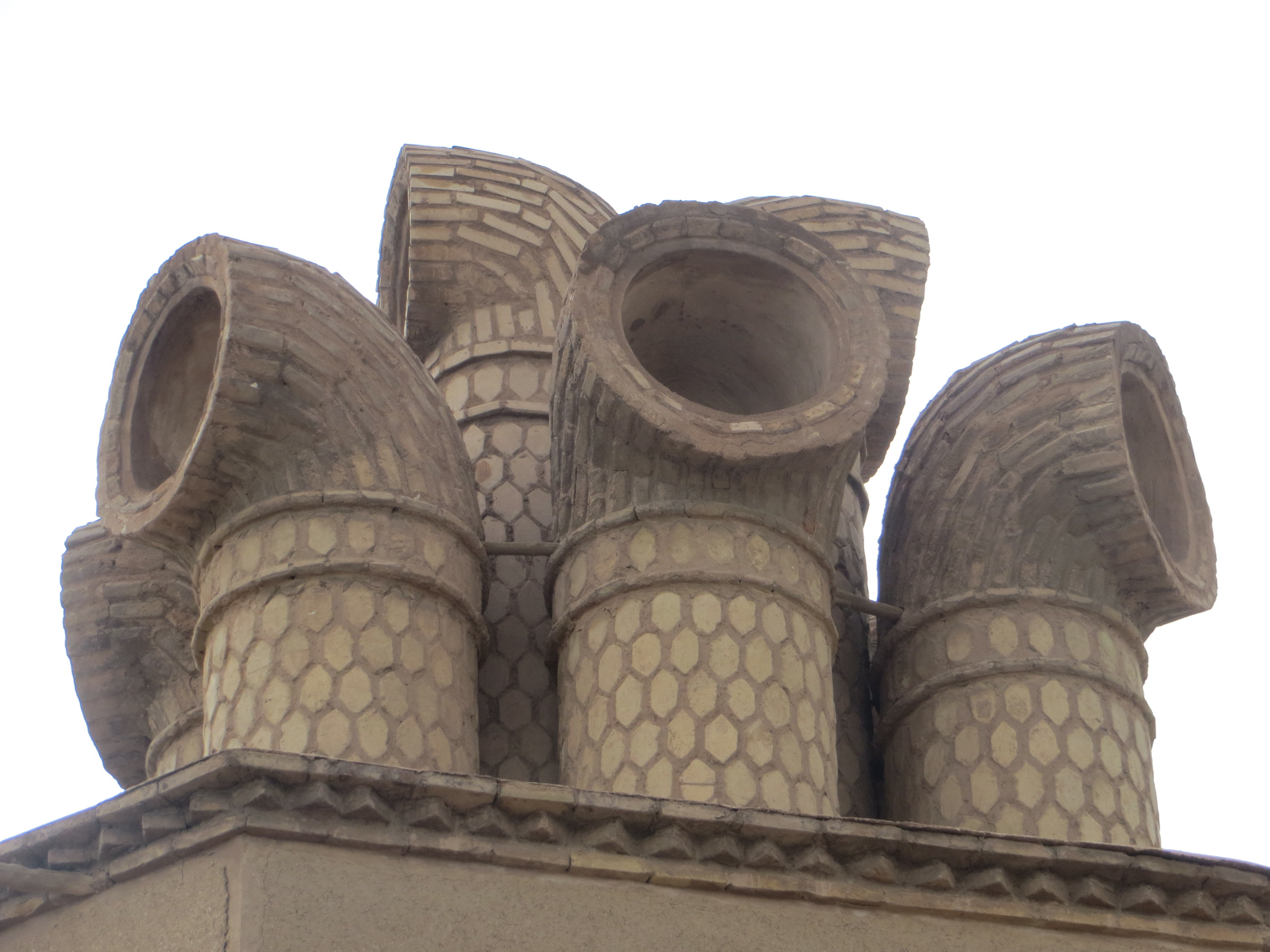
سازه تاریخی بادگیر چپقی در سیرجان

- امام زاده سید محمد (جاده سیرجان شهربابک نرسیده به زید آباد)
- مسجد قدیمی جامع سیرجان (پشت بازار)

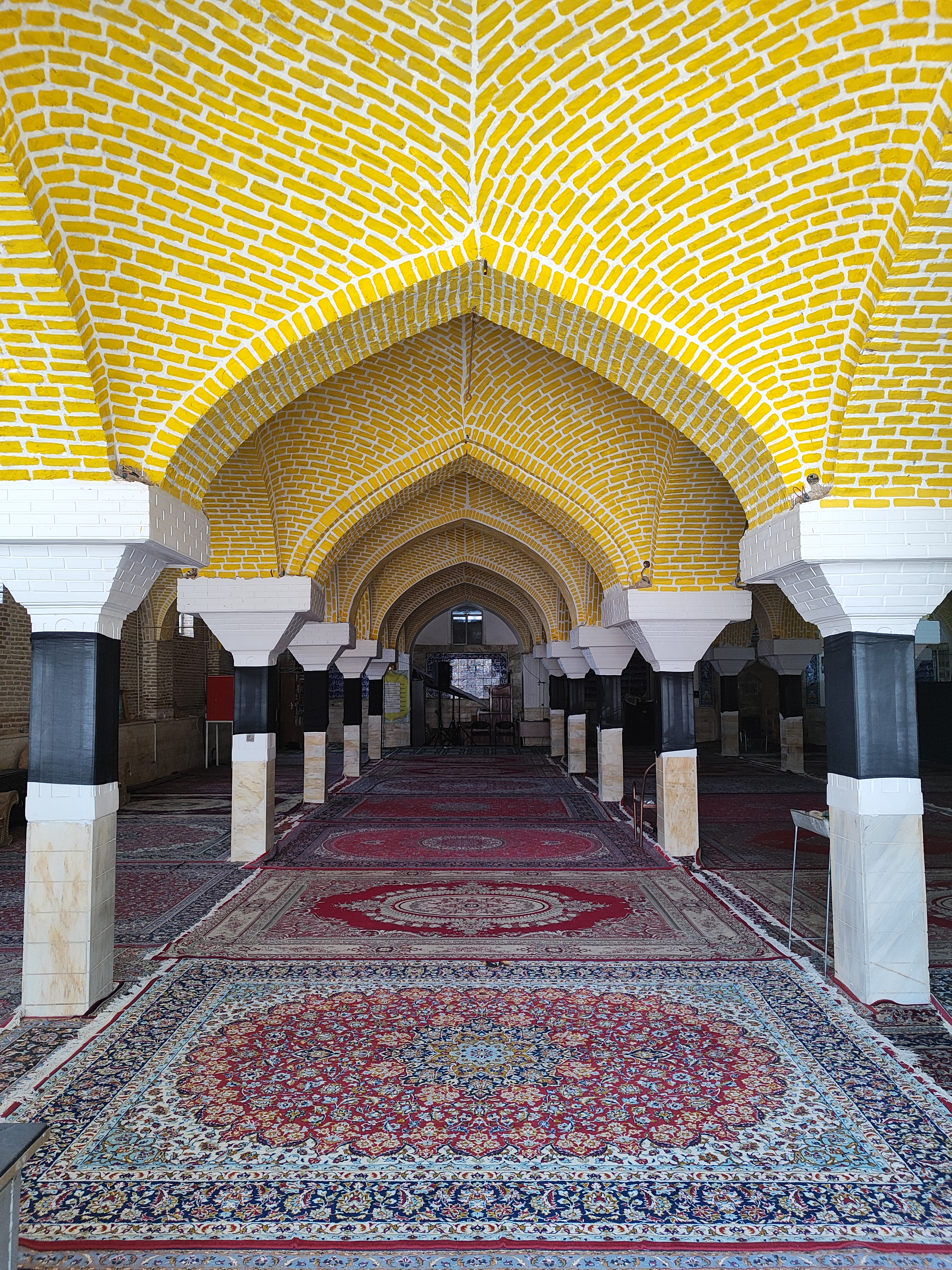
مسجد تاریخی اعظم سیرجان، یادگار عهد قاجاری

### موزه‌ها
- موزه تاریخ و مردم‌شناسی سیرجان
- موزه سنگ‌های تزئینی در محل بنای بادگیر چپقی
- موزه دیرینه‌شناسی[۲۰]
- موزه دستبافته‌های عشایری سیرجان[۲۱]
- کوره آجر پزی سنتی حجت آباد

### دیدنی‌های طبیعی
- منطقهٔ ییلاقی و خوش آب وهوای اسلام‌آباد چهارگنبد
- منطقهٔ حفاظت‌شدهٔ سیاه‌کوه
- سرو کهنسال امامزاده احمد
- طبیعت زیبای ییلاقی بلورد
- کفه نمک سیرجان واقع در خیرآباد
- صخره باستانی بی‌بی‌دن دارستان
- منطقه کوهستانی و ییلاقی اسلام آبادچهارگنبد
- منطقه کوهستانی و ییلاقی گدارخانه سرخ
- باغ‌های پسته
- منطقهٔ خوش آب و هوای قهستان سیرجان
- یخدان‌های دوقلوی سیرجان
- سد تنگوئیه (در فاصله ۲۵ کیلومتری جاده سیرجان به کرمان)
- بزرگ‌ترین دریاچه مصنوعی خاورمیانه در گهر پارک (در جاده سیرجان به شیراز نرسیده به گل گهر)
- منطقه خوش آب و هوای بیدخواب و باغ خشک
- منطقه خوش اب و هوای ده جرسی (۳۵ کیلومتری جاده سیرجان و کرمان)
- بزرگترین پارک گردشگری خاورمیانه در گهر پارک
- منطقه کوهستانی و ییلاقی گدار خانه سرخ
- بزرگترین آبشار مصنوعی خاورمیانه در گهرپارک

## صنایع دستی

### سیرجان، شهر جهانی گلیم
- گلیم شیریکی پیچ: این نوع گلیم در میراث جهانی یونسکو ثبت شده و سیرجان به عنوان شهر جهانی گلیم معرفی شده‌است.[۲۲][۲۳]. این گلیم توسط ایل افشار و بچاقچی بافته می‌شود و از نظر تاریخی بسیار شبیه به گلیم‌های آذربایجان و آناتولی هست به این دلیل که افشارها و بچاقچی ها از آذربایجان و آناتولی به کرمان مهاجرت کرده اند[۲۴]. به ندرت می‌توان در میان گلیم‌های شیریکی‌پیچ، دو نقش همانند یافت؛ چون نقوش، ترکیب‌بندی و رنگ‌ها بیانگر اندیشه و احساس بافنده‌اند و شادی و اندوه او در سردی و گرمی رنگ تبلور می‌یابد و نشانه‌های ذهنی یا تقلیدی را در شکل‌دادن نقوش از محیط و طبیعت و از باورها، عقاید، عادات، سنت‌ها الهام می‌گیرد.
- پته دوزی
- قالی

## هتل‌ها و مراکز اقامتی
- هتل رکسان ★★★★★
- هتل عطر سیب★★★
- هتل سروش[۲۵]★★
- هتل فدک[۲۵]★★
- هتل کهکشان[۲۵]★★
- هتل سیرجان[۲۵]
- هتل قائم
- هتل آکراس
- مهمانسرای جهانگردی سیرجان

## بازارها و مراکز تجاری

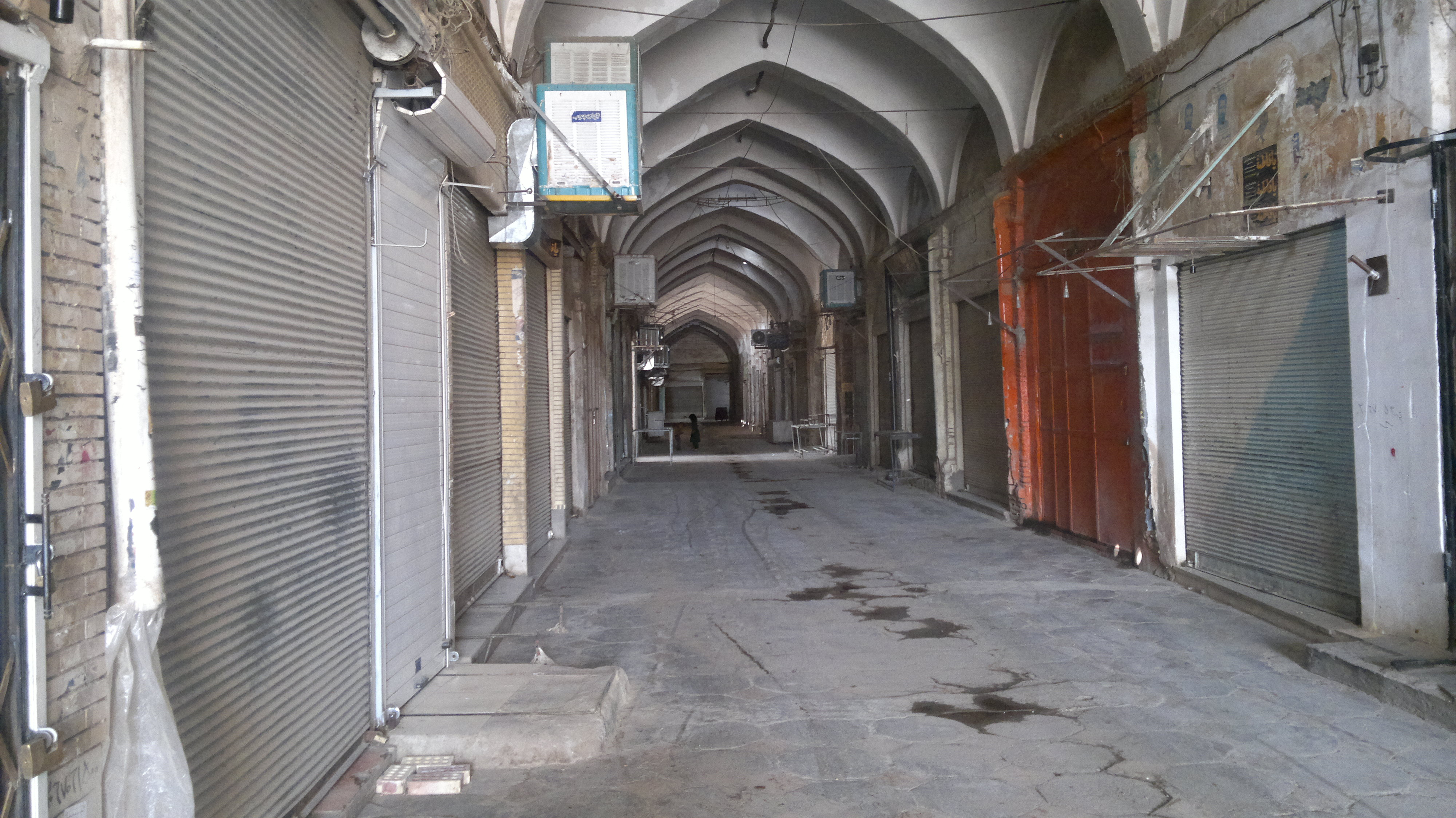
بازار تاریخی سیرجان در یک روز تعطیل

بازارهای سیرجان شامل قدیمی‌ترین به نام بازار کاروانسرای آقا ابراهیم و بازار قدیم و بازارنو می‌باشد و شامل یک بازار سنتی قهوه قوتو معروف به بازار علافی و تعدادی بازار نوساز است.
- بازار تاریخی سیرجان بازار و کاروانسرای آقا ابراهیم و بازارهای قدیم و نو[۲۶]

سردرب بازار تاریخی سیرجان

- مرکز خرید زیگورات سنتر[۲۷]
- مرکز خرید کندو
- مجتمع تجاری مهر
- مجتمع تجاری ولیعصر
- هایپر استار
- مرکز خرید کوثر
- بازار بزرگ محیاشهر
- مرکز خرید خلیج فارس
- مرکز خرید علی ابن ابی طالب
- بازار روز
- جمعه بازار

## سوغات
- مسقطی، پسته، قوتو (قاووت)

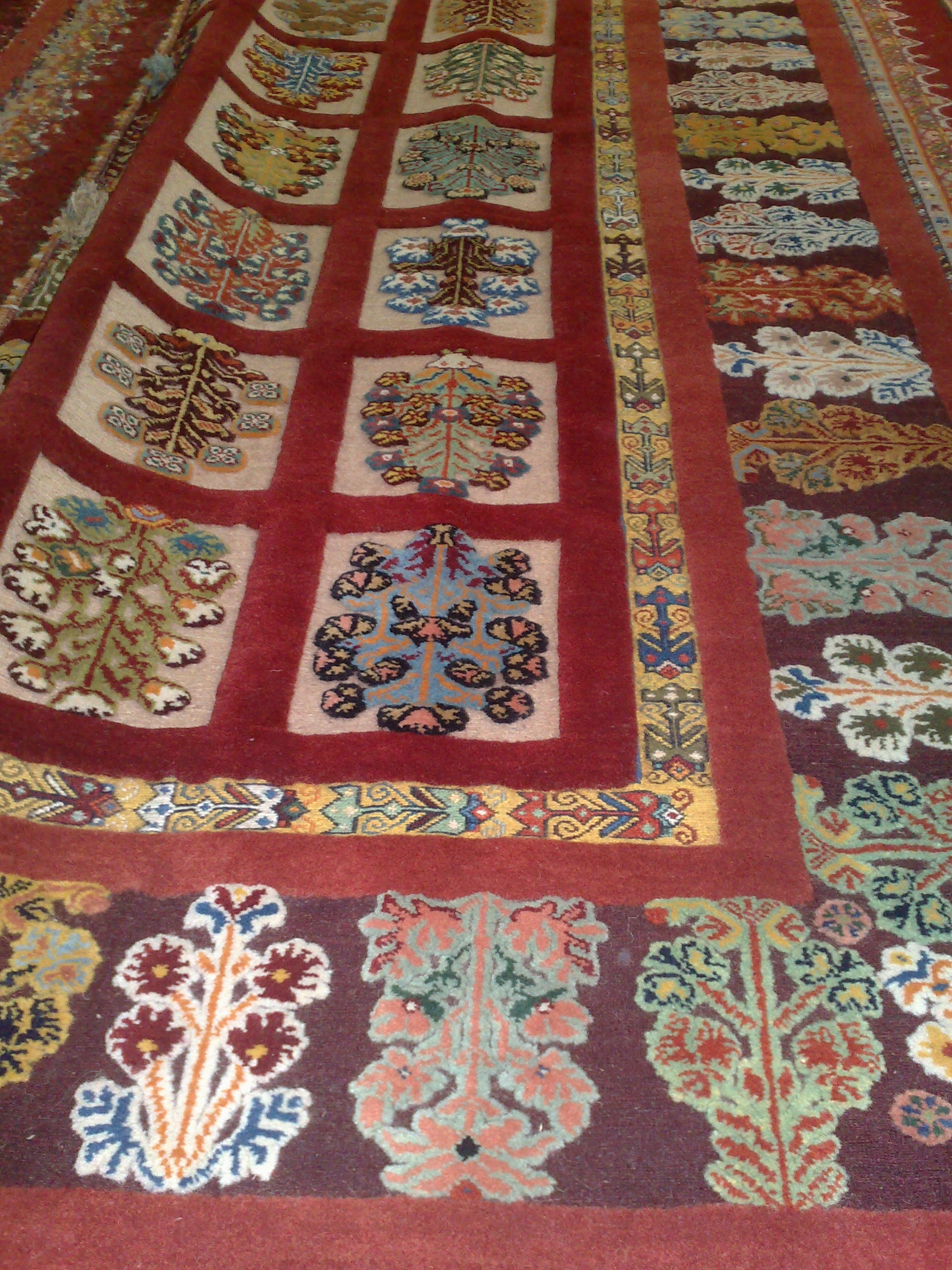
گلیم قالی شیرکی سیرجان

- شیرینی‌های خانگی ازجمله باقلوا، کماچ سهن، کلمپه و دیگر شیرینی‌های سنتی
- گلیم شیرکی پیچ و پته
- بادام، انار، قیصی و زردآلو و انواع میوه‌جات

## حمل و نقل

### رفت و آمد شهری
- اتوبوسرانی

اتوبوسرانی سیرجان ۷۸ دستگاه اتوبوس در اختیار دارد. که در مسیرهای گوناگونی در این شهر تردد می‌کنند و به جابجایی شهروندان سیرجانی می‌پردازند.

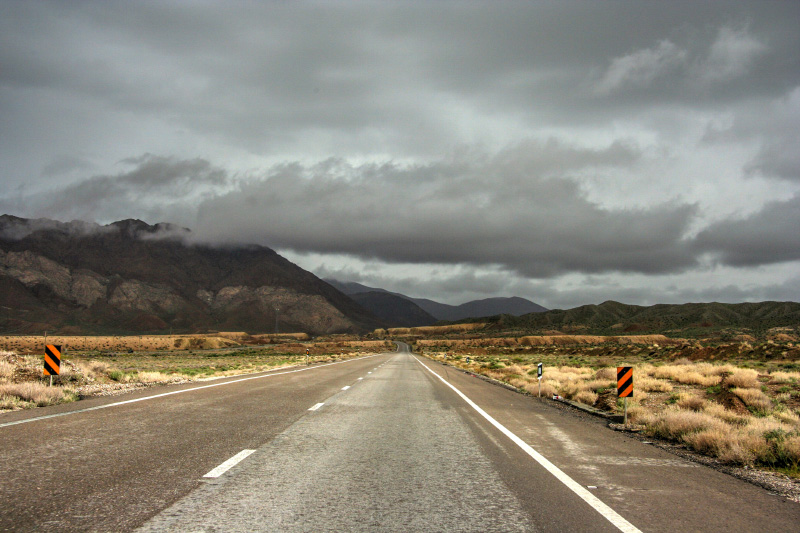
جاده حاجی‌آباد سیرجان

- تاکسیرانی

### رفت و آمد میان‌شهری
- فاصله سیرجان تا سایر شهرهای بزرگ

| شهر مقصد | فاصله (کیلومتر) |
| -------- | --------------- |
| کرمان    | ۱۸۰ کیلومتر     |
| تهران    | ۹۶۰ کیلومتر     |
| مشهد     | ۱۰۸۵ کیلومتر    |
| قم       | ۸۳۱ کیلومتر     |
| اصفهان   | ۶۴۹ کیلومتر     |
| شیراز    | ۳۷۵ کیلومتر     |
| یزد      | ۳۳۷ کیلومتر     |
| تبریز    | ۱۵۴۱ کیلومتر    |
| اهواز    | ۸۹۳ کیلومتر     |

### فرودگاه
فرودگاه سیرجان: فرودگاه سیرجان فرودگاهی در کشور ایران با کد یاتا SYJ و ایکائو OIKY است که در شهر سیرجان قرار دارد. در سال ۲۰۱۶ میلادی ۴۲۸ نشست و برخاست هواپیما در این فرودگاه انجام شد و ۳۲٬۵۱۲ کیلوگرم بار و ۲۱۲٬۳۱۸ نفر مسافر از طریق آن جابجا شدند. لازم به ذکر است در سال ۱۴۰۳ فرودگاه سیرجان به هزینه‌ای بالغ بر ۱۲۰۰ میلیارد تومان درحال بازسازی می‌باشد. همچنین غول‌های معدنی مستقر در سیرجان به دنبال ایجاد ایرلاین اختصاصی هستند.

### راه‌آهن
قطار بندرعباس به تهران از سیرجان می‌گذرد و این شهر دارای ایستگاه راه‌آهن است. همچنین قطار بندرعباس به مشهد از این شهر عبور می‌کند که امکان مسافرت به شهرهای تهران و مشهد از طریق راه‌آهن برای شهروندان این شهر فراهم است. عملیات احداث راه‌آهن سیرجان به کرمان نیز آغاز شده‌است.

### پایانه مسافربری بعثت
پایانه مسافربری بعثت شهر سیرجان که در ابتدای جاده سیرجان به بندرعباس قرار دارد.

## تعدادی از میدان‌ها و معابر مهم

### تقاطع‌های غیرهمسطح
- پل روگذر دفاع مقدس
- زیرگذر شیخ فضل‌الله نوری
- پل حجت آباد (شهید فتحی)
- پل شهدای غواص

علاوه بر این تقاطع‌های غیرهمسطح، سه تقاطع غیرهمسطح نیز در آینده نزدیک احداث خواهد شد.

### بلوارها و میدان‌های مهم
- بلوار سردار جنگل
- خیابان شریعتی
- میدان امام علی (ع)
- خیابان آیت‌الله سعیدی
- بلوار دکتر صادقی
- بلوار سید جمال الدین اسدآبادی
- میدان آزادی (میدان مجسمه)
- بلوار عباسپور
- خیابان وحید
- بلوار قاآنی
- بلوار هجرت
- بلوار دکتر طاهره صفارزاده
- بلوار فاطمیه
- خیابان احمد کافی
- بلوار نماز
- بلوار شیخ مفید
- خیابان شهید نصیری
- بلوار هجرت (دانشگاه آزاد واحد پردیس - مساکن مهر - نجف شهر جدید)
- خیابان بازار یا امام خمینی
- خیابان ولی عصر
- خیابان ۱۷ شهریور
- خیابان خواجه نظام الملک
- خیابان شهید شفیعی نام قدیم (خیابان جابری) جابری اولین شهردار سیرجان بوده است.
- میدان قدس (میدان گیتی نورد)
- بلوار شیخ فضل‌الله نوری
- بلوار امام رضا (ع)
- بلوار چمران
- میدان نیروی دریایی
- میدان سنایی
- خیابان خواجو
- خیابان بروجردی
- میدان امام حسین (ع)

## فضای سبز شهری
سرانه فضای سبز شهری سیرجان نسبتاً بالا است. این فضای سبز به گونه‌ای است که بیشتر از میانگین سرانه فضای سبز کشور است و می‌توان شهر سیرجان را یک شهر سبز توصیف کرد. سرانه فضای سبز شهری سیرجان تا سال ۹۶ بیش از ۲۰ متر مربع بوده‌است.

### پارک‌ها و بوستان‌ها
شهر سیرجان پارک‌ها و بوستان‌های متعدد دارد که از آن جمله می‌توان به این بوستان‌ها اشاره کرد:
- بوستان مسافر
- بوستان مهندس صبوری
- بوستان شاهد
- بوستان هادی (پارک کودک)
- شهربازی سیرجان
- بوستان سعدی
- بوستان گلستان
- بوستان یاسمن
- بوستان بهارستان
- بوستان فردوسی(۱۷ شهریور)
- پارک بانوان
- بوستان آزادگان
- بوستان لاله
- بوستان گلگهر
- بوستان بنفشه
- بوستان سرو
- بوستان شفا
- بوستان فارابی
- بوستان الغدیر مکی آباد
- بوستان ملت
- پارک آبی دلفین سیرجان
- پارک شهید آوینی (شهرک سمنگان)
- پارک لادن (شهرک سمنگان)

### اینترنت وایرلس رایگان پارک‌ها
دربرخی پارک‌های شهر سیرجان اینترنت وایرلس (بی‌سیم) رایگان به‌عنوان یکی از امکانات ارتباطی در دسترس شهروندان سیرجانی است.

## اقتصاد

### منطقهٔ ویژهٔ اقتصادی سیرجان
منطقهٔ ویژهٔ اقتصادی سیرجان، که الگوی توسعهٔ مناطق ویژهٔ اقتصادی در سراسر ایران محسوب می‌شود، نخستین منطقهٔ ویژهٔ چندمنظوره در ایران است که با مجوز فعالیت‌های همه‌جانبه اقتصادی در بخش‌های صنعت، تجارت و خدمات به سرمایه‌گذاران فعال خدمات ارائه می‌دهد.
منطقهٔ ویژهٔ اقتصادی سیرجان، در بهمن ماه سال ۱۳۷۰ بر مبنای تبصرهٔ ۲۰ قانون برنامهٔ اول توسعهٔ اقتصادی، اجتماعی و فرهنگی جمهوری اسلامی ایران تأسیس و از شهریورماه سال ۱۳۷۲ تأسیسات گمرکی، انبارهای نگهداری کالا و فاز اول تأسیسات زیربنایی به بهره‌برداری رسیده‌است.
منطقهٔ ویژهٔ اقتصادی سیرجان، تمامی امکانات و تسهیلات لازم برای تولید و تجارت بین‌المللی را یکجا و به صورت قابل دسترسی فراهم آورده و شرایط و موقعیت آن برای سرمایه‌گذاری‌های صنعتی، تولیدی، تجاری و خدمات پشتیبانی منحصربه‌فرد است.
تاکنون بالغ بر ۴۰ واحد تولیدی با سرمایه‌گذاری بالغ بر ۲۰۰۰ میلیارد ریال در منطقه ویژه اقتصادی سیرجان به بهره‌برداری رسیده و فضای انباری سرپوشیده بالغ بر ۲۰۰۰۰۰ مترمربع برای نگهداشت کالا در اختیار تجار و بازرگانان محترم داخلی و خارجی قرار می‌گیرد.
معدن گل گهر سیرجان این معدن با ذخیره زمین‌شناسی ۱٬۰۱۹ میلیون تن، ذخیرهٔ قطعی ۱۰۰۰ میلیون تن و ذخیرهٔ احتمالی ۲۱۹ میلیون تن، بزرگ‌ترین معدن شناخته‌شدهٔ سنگ آهن خاورمیانه است

## مراکز علمی و دانشگاهی
- دانشگاه صنعتی سیرجان[۳۴]

- دانشگاه آزاد اسلامی واحد سیرجان[۳۵]
- دانشگاه پیام نور سیرجان[۳۶]
- دانشکده علوم پزشکی سیرجان[۳۷]
- دانشکده فنی و حرفه‌ای پسران سیرجان (شهید کرانی)
- دانشکده فنی و حرفه‌ای دختران سیرجان (کوثر)
- مرکز آموزش علمی کاربردی نوبنیاد سیرجان

## بیمارستان‌ها و مراکز درمانی مهم

### بیمارستان
- بیمارستان دکتر غرضی[۳۸]
- بیمارستان تخصصی و فوق تخصصی ثامن [۳۹]
- بیمارستان ولایت (نیروی دریایی ارتش)
- بیمارستان فوق تخصصی فاطمه زهرا گل گهر(فراگیر سلامت ایرانیان)

### درمانگاه ها
- درمانگاه شفا
- درمانگاه سیب
- درمانگاه سلامت
- درمانگاه رویان
- درمانگاه امام رضا
- درمانگاه آراد
- درمانگاه حضرت زینب
- درمانگاه فرهنگیان
- درمانگاه هلال احمر
- درمانگاه احمدی روشن
- درمانگاه شهید زندی نیا
- درمانگاه سپید بالان
- درمانگاه بهبود
- اورژانس پیش بیمارستانی و مدیریت حوادث و فوریتهای پزشکی سیرجان http://ems.sirums.ac.ir/index.php/fa/

## زیرساخت‌های ورزشی
تا سال ۱۴۰۰ خورشیدی، هفده باشگاه ورزشی سیرجان در لیگ‌های برتر رشته‌های گوناگون ورزشی ایران فعالیت کرده‌اند.
هم‌اکنون باشگاه فرهنگی ورزشی گل‌گهر با پوشش قریب به ۲۰۰۰ ورزشکار و با استفاده از ۶۰ نفر کادر فنی در غالب ۳۸ تیم ورزشی سعی در ارتقاء سطح کمی وکیفی ورزش شهرستان سیرجان و استان کرمان دارد. حضور حرفه‌ای در رشته‌های فوتبال و والیبال و همچنین حمایت از ورزش همگانی شهرستان و کارگری در سطح شرکت معدنی و صنعتی گل گهر، باعث ایجاد انگیزه، تحرک و پویایی بین نسل جوان شهر شده‌است و سلامتی و شادابی را نیز به فضای کارگری شرکت هدیه کرده‌است. حضور تیم‌های ورزشی باشگاه فرهنگی ورزشی گل‌گهر در لیگ‌های کشوری تبعات مثبت فراوانی را برای ورزش و اقتصاد شهر سیرجان به همراه دارد و علاوه بر ایجاد اشتغال مستقیم، به صورت غیرمستقیم نیز باعث ایجاد اشتغال گردیده‌است. هم چنین حضور تیم‌های مختلف ورزشی در سیرجان باعث رونق هتل‌ها، رستوران‌ها، فروشگاه‌ها و گسترش صنعت توریسم داخلی نیز شده‌است.

### مجموعه‌های ورزشی

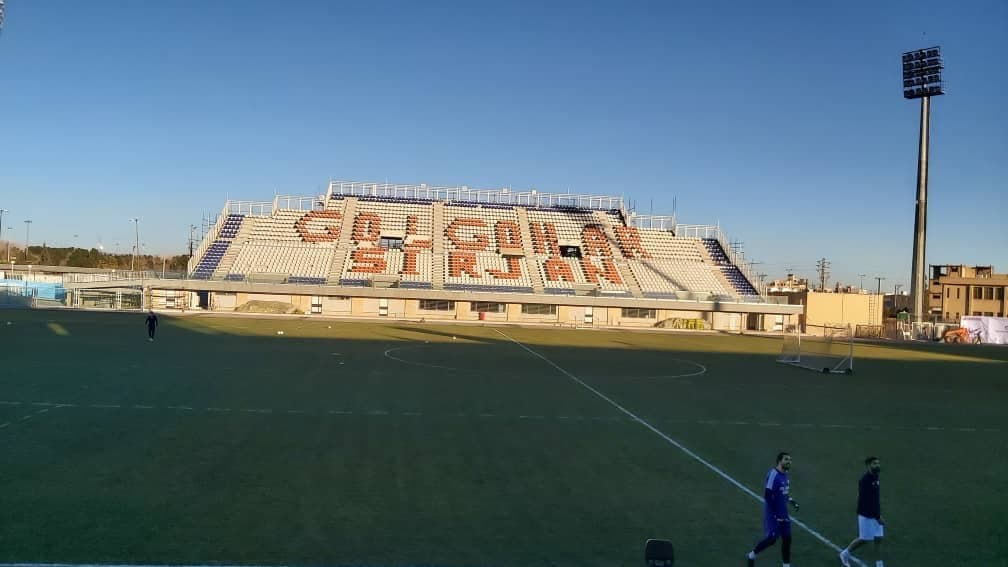
ورزشگاه شهید سلیمانی سیرجان

- استادیوم بزرگ ۲۰ هزارنفری گهرپارک سیرجان درحال ساخت
- استادیوم امام علی سیرجان
- استادیوم تختی
- استادیوم و مجموعه ورزشی شهید سلیمانی (اختصاصی گل گهر)
- استادیوم و مجموعه ورزشی شماره ۲ گل گهر
- استادیوم و مجموعه ورزشی امام رضا (شهرک سمنگان)
- استادیوم و مجموعه ورزشی الغدیر (حجت آباد)

### مجموعه ورزشی گل گهر
مجموعه ورزشی گل گهرسیرجان شامل استادیوم و سایر امکانات ورزشی است که در شهر سیرجان واقع شده‌است. از امکانات آن می‌توان به استادیوم فوتبال، استخر سرپوشیده، سالن چندمنظوره سرپوشیده، کورت اسکواش، سالن کشتی و سالن ژیمناستیک اشاره کرد.

### تیم‌های شاخص ورزشی در لیگ‌های کشور
سیرجان از شهرهای ورزشکار پرور است و در تربیت جوانان ورزشکار درصدر هست. تیم‌ها و باشگاه‌های گوناگونی از این شهر در لیگ‌های کشور حضور دارند.
- باشگاه فوتبال گل‌گهر سیرجان در لیگ برتر فوتبال ایران حضور دارد.
- تیم فوتبال شهرداری سیرجان (بانوان) در لیگ برتر فوتبال بانوان کشور حضور دارد که قهرمان لیگ برتر فوتبال بانوان در سال ۹۹ شد.
- باشگاه والیبال فولاد سیرجان ایرانیان در لیگ برتر والیبال کشور حضور دارد و عنوان قهرمانی لیگ برتر در سال‌های ۱۴۰۲ و ۱۳۹۹ و جام باشگاه‌های آسیا را بدست آورده‌است.[۴۳]

همچنین تیم والیبال گل گهرسیرجان نیز در لیگ دسته اول والیبال ایران حضور دارد.
- باشگاه بسکتبال نظم آوران سیرجان که در لیگ برتر بسکتبال ایران حضور دارد و به 'مقام سوم لیگ برتر بسکتبال ایران' دست یافت.[۴۴]
- باشگاه فوتبال آرمان گهر سیرجان که در لیگ دسته اول فوتبال ایران حضور دارد
- باشگاه فوتسال گهرزمین سیرجان که در لیگ دسته اول فوتسال کشور حضور دارد و با قهرمانی در لیگ دسته اول به لیگ برتر فوتسال ایران صعود کرد.[۴۵]
- هیئت کشتی سیرجان در لیگ برتر کشتی حضور داشته و درسال ۹۸ مقام سوم ایران را کسب نمود.
- تیم هیئت شطرنج سیرجان که به لیگ برتر کشور صعود کرده‌است.[۴۶]
- تیم وزنه‌برداری گهرزمین سیرجان که در سال ۹۹ قهرمان لیگ برتر وزنه‌برداری ایران شد.

## شهرهای خواهرخوانده
| کشور  | شهر خواهرخوانده |
| ----- | --------------- |
| ایران | لنگرود          |

## رسانه‌ها
از نشریات محلی سیرجان می‌توان به هفته‌نامه‌های پاسارگاد، سخن تازه، نگارستان، صبح سیرجان، نگین و پایگاه‌های خبری سیرنا و سیرجان رویداد اشاره کرد.